# Крокодилячий тритон
Крокодилячий тритон (Tylototriton) — рід хвостатих земноводних родини саламандрових. Включає 39 видів.

## Опис
Загальна довжина представників цього роду сягає 20—24 см. В багато в чому вони сходні з представниками роду Ребристий тритон. Відрізняються низкою анатомо-морфологічних ознак, а також шлюбною поведінкою. Найбільше відрізняються грубою та шорсткою шкірою, що вкрита великими бородавками уздовж тулуба. Своїм виглядом нагадують крокодилів. Звідси й походить їх назва. Не мають плавальні перетинки між пальцями. Слабко розвинені плавальні складки на хвості.
Забарвлення шкіри переважно чорне або темно-коричневе з червонуватим, жовтим відтінками. Черево дещо світліше за спину.

## Спосіб життя
Ведуть у значній мірі наземний спосіб життя поблизу стрімких водойм. Зустрічаються високо у горах до 3000 м над рівнем моря. Активні вночі. Харчуються безхребетними, річними молюсками.

## Розповсюдження
Мешкають у Південно-Східній Азії: у гірських районах Західного Китаю, північному В'єтнамі, північному Таїланді, на півночі М'янми та Індії, у Непалі.

## Види
- Tylototriton anguliceps Le, Nguyen, Nishikawa, Nguyen, Pham, Matsui, Bernardes, and Nguyen, 2015
- Tylototriton anhuiensis Qian, Sun, Li, Guo, Pan, Kang, Wang, Jiang, Wu, and Zhang, 2017
- Tylototriton asperrimus Unterstein, 1930
- Tylototriton broadoridgus Shen, Jiang, and Mo, 2012
- Tylototriton dabienicus Chen, Wang, and Tao, 2010
- Tylototriton daloushanensis Zhou, Xiao, and Luo, 2022
- Tylototriton hainanensis Fei, Ye, and Yang, 1984
- Tylototriton himalayanus Khatiwada, Wang, Ghimire, Vasudevan, Paudel, and Jiang, 2015
- Tylototriton kachinorum Zaw, Lay, Pawangkhanant, Gorin, and Poyarkov, 2019
- Tylototriton kweichowensis Fang and Chang, 1932
- Tylototriton liuyangensis Yang, Jiang, Shen, and Fei, 2014
- Tylototriton lizhengchangi Hou, Zhang, Jiang, Li and Lu, 2012
- Tylototriton maolanensis Li, Wei, Cheng, Zhang, and Wang, 2020
- Tylototriton ngarsuensis Grismer, Wood, Quah, Thura, Espinoza, Grismer, Murdoch, and Lin, 2018
- Tylototriton ngoclinhensis Phung, Pham, Nguyen, Ninh, Nguyen, Bernardes, Le, Ziegler & Nguyen, 2023
- Tylototriton notialis Stuart, Phimmachak, Sivongxay, and Robichaud, 2010
- Tylototriton panhai Nishikawa, Khonsue, Pomchote, and Matsui, 2013
- Tylototriton panwaensis Grismer, Wood, Quah, Thura, Espinoza, and Murdoch, 2019
- Tylototriton pasmansi Bernardes, Le, Nguyen, Pham, Pham, Nguyen, and Ziegler, 2020
- Tylototriton phukhaensis Pomchote, Khonsue, Thammachoti, Hernandez, Peerachidacho, Suwannapoom, Onishi, and Nishikawa, 2020
- Tylototriton podichthys Phimmachak, Aowphol, and Stuart, 2015
- Tylototriton pseudoverrucosus Hou, Gu, Zhang, Zeng, and Lu, 2012
- Tylototriton pulcherrimus Hou, Zhang, Li, and Lu, 2012
- Tylototriton shanjing Nussbaum, Brodie, and Yang, 1995
- Tylototriton shanorum Nishikawa, Matsui, and Rao, 2014
- Tylototriton sini Lyu, Wang, Zeng, Zhou, Qi, Wan, and Wang, 2021
- Tylototriton soimalai Pomchote, Peerachidacho, Khonsue, Sapewisut, Hernandez, Phalaraksh, Siriput & Nishikawa, 2024
- Tylototriton sparreboomi Bernardes, Le, Nguyen, Pham, Pham, Nguyen, and Ziegler, 2020
- Tylototriton taliangensis Liu, 1950
- Tylototriton thaiorum Poyarkov, Nguyen, and Arkhipov, 2021
- Tylototriton tongziensis Li, Liu, Shi, Wei, and Wang, 2022
- Tylototriton umphangensis Pomchote, Peerachidacho, Hernandez, Sapewisut, Khonsue, Thammachoti, and Nishikawa, 2021
- Tylototriton uyenoi Nishikawa, Khonsue, Pomchote, and Matsui, 2013
- Tylototriton verrucosus Anderson, 1871
- Tylototriton vietnamensis Böhme, Schöttler, Nguyen, and Köhler, 2005
- Tylototriton wenxianensis Fei, Ye, and Yang, 1984
- Tylototriton yangi Hou, Zhang, Zhou, Li, and Lu, 2012
- Tylototriton zaimeng Decemson, Lalremsanga, Elangbam, Vabeiryureilai, Shinde, Purkayastha, Arkhipov, Bragin & Poyarkov, 2023
- Tylototriton ziegleri Nishikawa, Matsui, and Nguyen, 2013

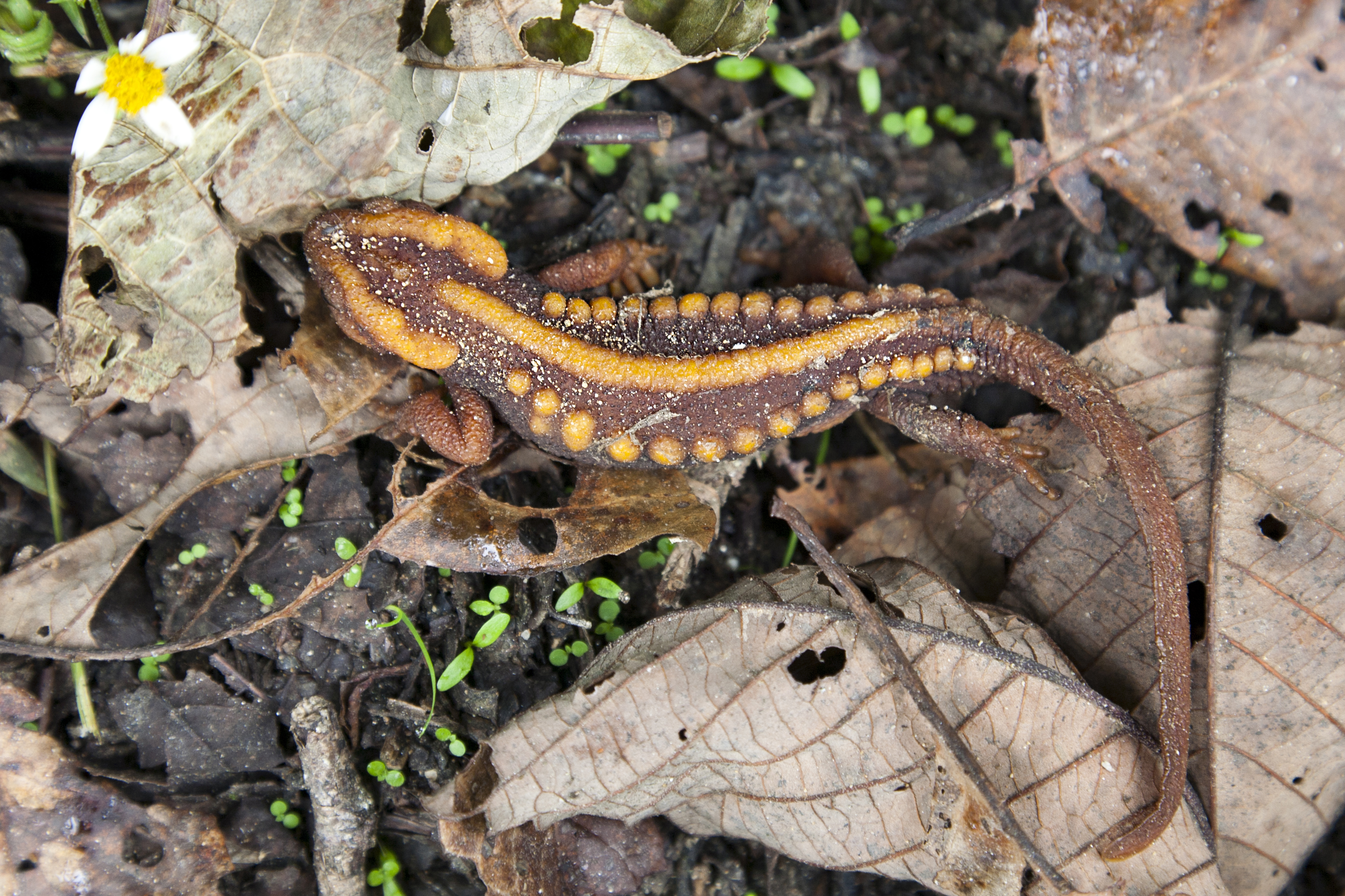
Tylototriton shanjing
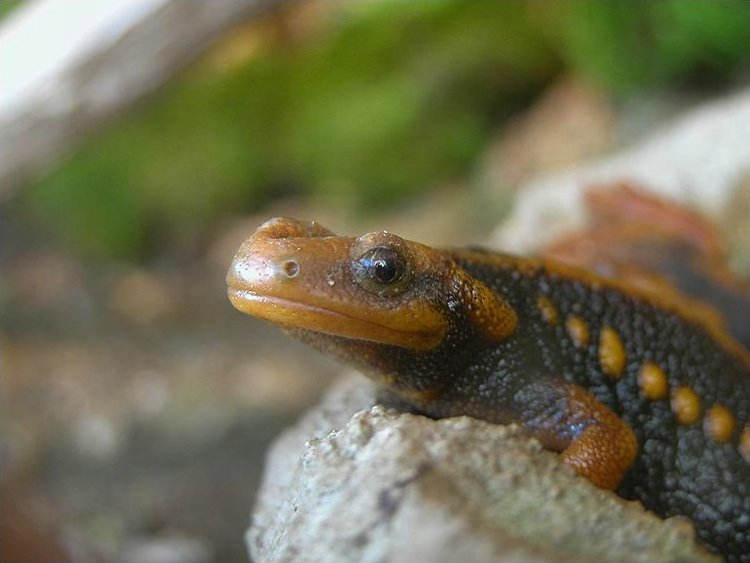
Tylototriton verrucosus
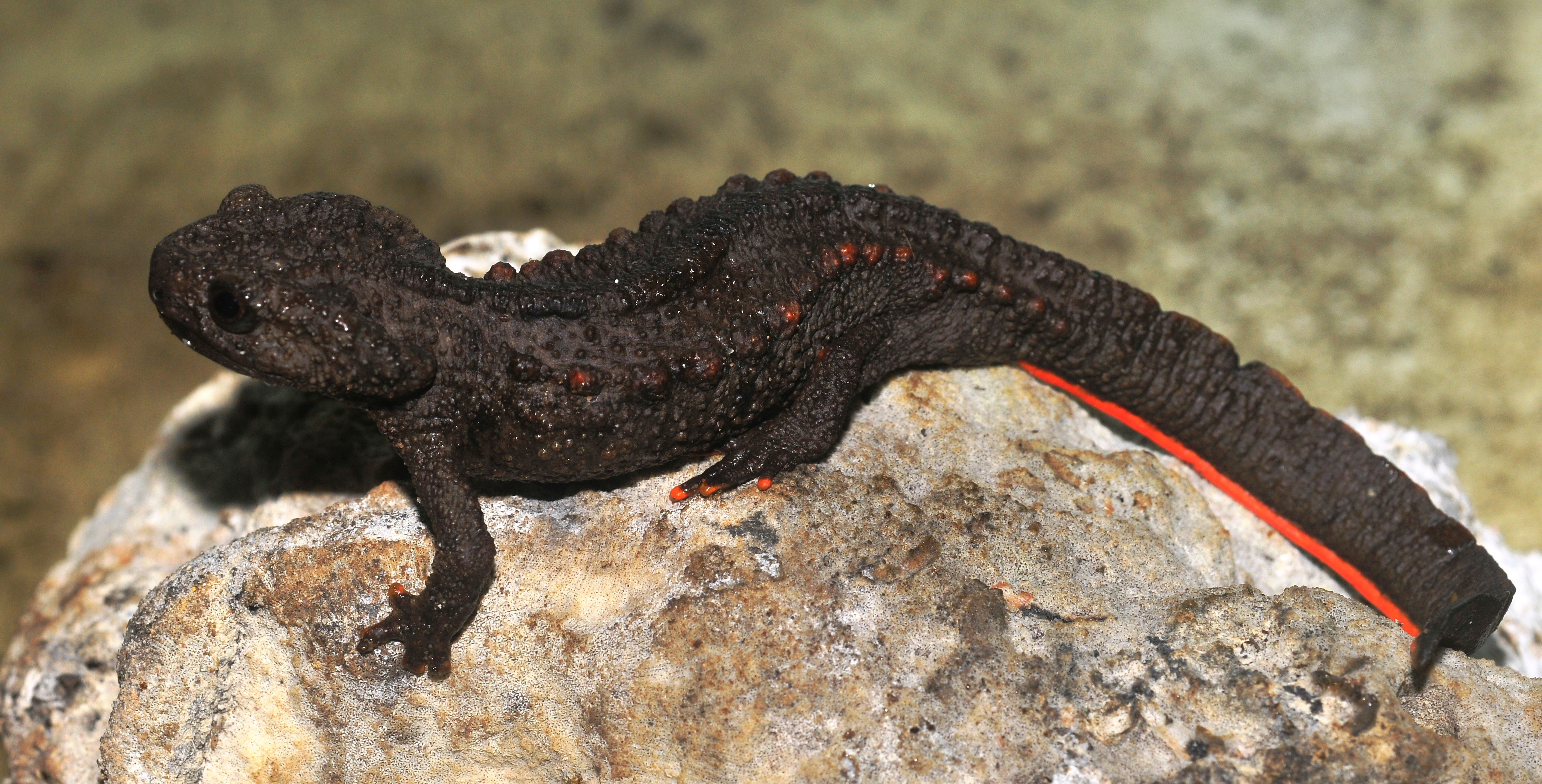
Tylototriton ziegleri